# Molécule stellaire
Les molécules stellaires sont des molécules qui se forment ou existent dans les étoiles. De telles formations peuvent avoir lieu lorsque la température est suffisamment basse pour que les molécules se forment - généralement autour de 6 000 K ou moins. Sinon, la matière stellaire se limite aux atomes (éléments chimiques) sous forme de gaz ou – à très haute température – de plasma.

## Contexte
La matière est composée d'atomes (formés de protons et d'autres particules subatomiques). Lorsque l'environnement est favorable, les atomes peuvent s'unir et former des molécules, qui donnent naissance à la plupart des matériaux étudiés en science des matériaux. Mais certains environnements, comme les températures élevées, ne permettent pas aux atomes de former des molécules. Les étoiles ont des températures très élevées, principalement au cœur de ces dernière et il y a donc peu de molécules formées dans les étoiles. Pour cette raison, un chimiste classique (qui étudie les atomes et les molécules) n'aurait pas grand-chose à étudier dans une étoile, donc les étoiles sont mieux décrites par les astrophysiciens ou les astrochimistes. Cependant, une faible abondance de molécules dans les étoiles n'est pas synonyme d'absence totale de ces dernières.
Au milieu du XVIIIe siècle, les scientifiques ont supposé que la source de la lumière issue du soleil était l'incandescence plutôt que la combustion.

## Preuve et recherche
Bien que le Soleil soit une étoile, sa photosphère a une température suffisamment basse de 6 000 K (5 730 °C), et donc des molécules peuvent se former. De l'eau a été trouvée sur le Soleil, et il y a des preuves démontrant la présence de H2 dans les atmosphères stellaires des naines blanches.
Les étoiles plus froides présentent des spectres de bandes d'absorption caractéristiques des molécules. Des bandes d'absorption similaires se trouvent dans les taches solaires qui sont des zones plus froides du Soleil. Les molécules trouvées dans le Soleil sont MgH, CaH, FeH, CrH, NaH, OH, SiH, VO et TiO. D'autres comprennent CN CH, MgF, NH, C2, SrF, monoxyde de zirconium, YO, ScO, BH.
La plupart des étoiles peuvent contenir des molécules, même la catégorie Ap des étoiles de classe A. Seules les étoiles les plus chaudes des classes O, B et A n'ont pas de molécules détectables. Aussi les naines blanches riches en carbone, bien que très chaudes, ont des raies spectrales de C2 et CH.

### Mesures en laboratoire
Des mesures de molécules simples que l'on peut trouver dans les étoiles sont effectuées en laboratoire pour déterminer les longueurs d'onde des raies spectrales. En outre, il est important de mesurer l'énergie de dissociation et les forces de l' oscillateur (la force avec laquelle la molécule interagit avec le rayonnement électromagnétique). Ces mesures sont insérées dans des formules qui permettent de calculer le spectre dans différentes conditions de pression et de température. Cependant, les conditions créées par l'homme sont souvent différentes de celles des étoiles, car il est difficile d'atteindre les températures, et aussi l'équilibre thermique local, comme on le trouve dans les étoiles, est peu probable. La précision des forces d'oscillateur et la mesure réelle de l'énergie de dissociation ne sont généralement qu'approximatives.

### Ambiance modèle
Un modèle numérique de l'atmosphère d'une étoile calculera les pressions et les températures à différentes profondeurs et pourra prédire le spectre pour différentes concentrations élémentaires.

## Application
Les molécules des étoiles peuvent être utilisées pour déterminer certaines caractéristiques de l'étoile. La composition isotopique peut être déterminée si les raies du spectre moléculaire sont observées. Les différentes masses des différents isotopes font varier considérablement les fréquences de vibration et de rotation. Deuxièmement, la température peut être déterminée, car la température modifiera le nombre de molécules dans les différents états de vibration et de rotation. Certaines molécules sont sensibles au rapport des éléments et indiquent ainsi la composition élémentaire de l'étoile. Différentes molécules sont caractéristiques de différents types d'étoiles et sont utilisées pour les classer. Parce qu'il peut y avoir de nombreuses raies spectrales de force différente, les conditions à différentes profondeurs dans l'étoile peuvent être déterminées. Ces conditions incluent la température et la vitesse vers ou loin de l'observateur.
Le spectre des molécules présente des avantages par rapport aux raies spectrales atomiques, car les raies atomiques sont souvent très fortes et ne proviennent donc que du haut de l'atmosphère. De plus, le profil de la raie spectrale atomique peut être déformé en raison d'isotopes ou de la superposition d'autres raies spectrales. Le spectre moléculaire est beaucoup plus sensible à la température que les raies atomiques.

## Détection
Les molécules suivantes ont été détectées dans l'atmosphère des étoiles :
| Molécule | La désignation           |
| -------- | ------------------------ |
| AlH      | Monohydrure d'aluminium  |
| AlO      | Monoxyde d'aluminium     |
| C2       | Carbone diatomique       |
| CH       | Carbyne                  |
| CN       | Cyanure                  |
| CO       | Monoxyde de carbone      |
| CaCl     | Chlorure de calcium      |
| CaH      | Monohydrure de calcium   |
| CeH      | Monohydrure de cérium    |
| CeO      | Monoxyde de cérium       |
| CoH      | Hydrure de cobalt        |
| CrH      | Hydrure de chrome        |
| CuH      | Hydrure de cuivre        |
| FeH      | hydrure de fer           |
| HCl      | Chlorure d'hydrogène     |
| HF       | Fluor d'hydrogène        |
| H2       | Hydrogène moléculaire    |
| LaO      | Oxyde de lanthane        |
| MgH      | Monohydrure de magnésium |
| MgO      | Oxyde de magnésium       |
| NH       | Imidogène                |
| NiH      | hydrure de nickel        |
| OH       | Hydroxyde                |
| ScO      | Oxyde de scandium        |
| SiH      | Monohydrure de silicium  |
| SiO      | Monoxyde de silicium     |
| TiO      | Oxyde de titane          |
| VO       | Oxyde de vanadium        |
| YO       | Oxyde d'yttrium          |
| ZnH      | Hydrure de zinc          |
| ZrO      | Oxyde de zirconium       |

| Molécule | La désignation        |
| -------- | --------------------- |
| C3       |                       |
| HCN      | Cyanure d'hydrogène   |
| C2H      | radical éthynyle      |
| CO2      | Gaz carbonique        |
| SiC2     | Dicarbure de silicium |
| CaNC     | Isocyanure de calcium |
| CaOH     | Hydroxyde de calcium  |
| H2O      | L'eau                 |

| Molécule | La désignation |
| -------- | -------------- |
| C2H2     | Acétylène      |

| Molécule | La désignation |
| -------- | -------------- |
| CH4      | Méthane        |